# Arrivano i Puffi
Arrivano i Puffi è il primo album monografico pubblicato in Italia dedicato alla serie animata I Puffi, su LP ed MC nel 1981 dell'etichetta discografica K-Tel.

## Tracce

### Lato A
1. Il paese dei Puffi (H. Seroka - J. Zegers) 3:00
2. Il Puffo volante (Alberts - P. Blandi) 3:10
3. Il Puffo dispettoso (G. Behrle - Fernant - P. Blandi) 2:52
4. Quel funghetto è casa mia (G. Behrle - Fernant - P. Blandi) 2:52
5. Il bosco dei Puffi (P. Blandi - P. Kartner) 2:46
6. Il trenino tutto blu (F. Wienneke - G. Behrle - P. Blandi) 2:08
7. La festa della luna (P. Blandi - P. Kartner) 2:46
8. Puffa una canzone (F. Wienneke - G. Behrle - P. Blandi) 2:08

### Lato B
1. Un gioco puffo (E. Mergency - Linlee - Helna - P. Blandi) 2:46
2. Il Puffo timido (Behrle - Frankfurter - Wienneke - P. Blandi) 3:08
3. Il Puffo golosone (Schoenzetter - P. Blandi) 3:15
4. Puffa qua, puffa là (P. Kartner - P. Blandi) 3:37
5. Il Puffo rock (Behrle - Frankfurter - Wienneke - P. Blandi) 3:08
6. Il Puffo vanitoso (P. Kartner - P. Blandi) 2:02
7. Il Puffo nello spazio (E. Mergency - Helna - R. Klunz - P. Blandi) 2:13
8. Viene Natale (E. Mergency - Helna - R. Klunz - P. Blandi) 2:14

## Interpreti
- Victorio Pezzolla e i Puffi